# William Croft

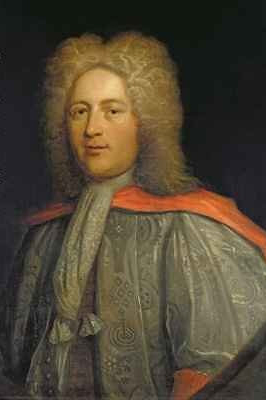
William Croft door Thomas Murray

William Croft (Ettington, gedoopt op 30 december 1678 － Bath, 14 augustus 1727) was een Engels componist en organist die verbonden was aan de Chapel Royal, aanvankelijk als beschermeling van John Blow en later als hofcomponist. Hij is hoofdzakelijk als componist van anthems bekend gebleven. Na de dood van Blow werd Croft de voornaamste Engelse componist van de koninklijke muziekkapel.
Onder de vorsten Willem III, Anna en George I componeerde hij odes en liederen ter gelegenheid van politieke gebeurtenissen en herdenkingsplechtigheden, alsook een nieuwe toonzetting van de begrafenisriten uit het Book of Common Prayer. In 1724 publiceerde hij de partituur voor deze dienst, alsmede dertig van zijn anthems in de tweedelige bundel Musica Sacra. Voorts componeerde Croft instrumentale toneelmuziek, liederen en suites voor klavecimbel, virginaal en spinet. Stilistisch bouwde hij voort op de traditie van zijn grote voorbeeld Purcell, maar zijn werk werd overschaduwd door dat van Händel.

## Levensloop
William Crofts vader heette eveneens William Croft. Hij werd geboren te Ettington in het graafschap Warwickshire en eind 1678 gedoopt, maar traditioneel wordt zijn geboortejaar als 1677 opgegeven. Hoe hij bij de Chapel Royal terechtkwam, is niet bekend; hij was er in elk geval koorknaap. Als leerling van John Blow moet hij het werk van Henry Purcell, die in 1695 overleed, grondig bestudeerd hebben en hij verzamelde het wellicht in manuscriptvorm. Een van zijn studiegenoten was collega-componist Jeremiah Clarke.
Vanaf het jaar 1700 tot eind 1703 componeerde Croft theatermuziek voor vier toneelstukken die in het Drury Lane Theatre werden opgevoerd. In 1700 werd hij aangesteld als organist in de Sint-Annakerk van Soho, alwaar hij op een orgel speelde dat door Willem III gedoneerd was. Hij behield deze post tot 1712; in de archieven van de kerk wordt hij ‘Philip Crofts’ genoemd.
Croft en Clarke werden gezamenlijk ingezworen als gentlemen extraordinary van de Chapel Royal op 7 juli 1700 en vanaf 25 mei 1704 deelden ze beiden de post van organist. Na de zelfmoord van Jeremiah Clarke in 1707 werd Croft de enige organist van deze instelling; het daaropvolgende jaar volgde hij op dertigjarige leeftijd de overleden John Blow op als zowel hofcomponist als organist van Westminster Abbey.
In 1713 verwierf Croft de academische graad van Doctor of Music aan het Christ Church-college van de Universiteit van Oxford, waarvoor hij twee odes ter gelegenheid van de Vrede van Utrecht moest componeren. Croft gaf deze werken zelf uit, wat destijds ongebruikelijk was. Het is mogelijk dat deze publicatie, Musicus apparatus academicus, bedoeld was om Engelse muziek in de schijnwerpers te plaatsen, nu de in 1710 ingeweken Händel toenemend populair werd en deze immigrant het muziekmilieu met diens Italiaanse stijlinvloeden ging domineren. Door de plotse rage van de opera was er tevens nauwelijks nog vraag naar Engelse toneelmuziek.
Als Master of the Children bij de koninklijke kapel was Croft belast met zowel de algemene als de muzikale opleiding van de koorknapen; zijn toelage hiervoor werd in 1715 met 80 pond verhoogd. In 1725 was hij een van de stichtende leden van de oorspronkelijke Academy of Vocal Music.
Croft huwde op 7 februari 1705 met Mary Georges uit Kensington. Zij hadden geen kinderen. Hij overleed in Bath op vijftigjarige leeftijd en werd bijgezet nabij de noordelijke ingang van Westminster Abbey, niet ver van Purcell en Blow. Volgens de achttiende-eeuwse criticus John Hawkins was Croft ‘een ernstig en fatsoenlijk man’.

## Werken
Ofschoon William Croft onder invloed van Händel bij gelegenheid nieuwe stijlelementen in zijn composities verwerkte (zoals in de anthem God is gone up), was hij vooral een pleitbezorger van de authentieke Engelse muziek die voortbouwde op de contrapuntische polyfonie van meer dan een eeuw eerder, in het bijzonder die van Thomas Tallis. In zijn commentaar bij Musica Sacra stelt hij uitdrukkelijk dat hij ernaar streefde zijn voorbeeld Henry Purcell zo dicht mogelijk te benaderen, omdat die meer dan wie ook ‘de Engelse stijl verbeterd’ had. Het gedeelte Thou knowest Lord van Purcell nam Croft zonder enige wijziging in zijn begrafenisriten over: ‘de reden hiervoor is duidelijk voor iedere kunstenaar.’
Samen met Blow en Clarke componeerde William Croft in 1707 de zogeheten Union Anthem ter gelegenheid van de Acts of Union. Andere gelegenheidswerken van Croft zijn I will give thanks, O clap your hands en I will alway give thanks voor de veldslagen van respectievelijk Blenheim, Ramillies en Oudenaarde. In 1700 en 1704 publiceerde hij verschillende sonates.
Croft toonde zich een bekwaam opvolger van Purcell en Blow, maar ontbeerde meestal de melodische vindingrijkheid van zijn beide voorgangers. Hij modelleerde zijn Te Deum op dat van Purcell; volgens Shaw en Beeks had de toonzetting van Croft deel van het vaste kerkrepertoire kunnen worden, indien ze niet door het Utrechts Te Deum van Händel overschaduwd was.
Crofts werken voor toetsinstrumenten werden in uiteenlopende manuscripten overgeleverd, totdat ze in 1974 door Christopher Hogwood voor het eerst gebundeld werden. Deze composities zijn conventioneler en minder grillig dan die van Blow.
William Croft leefde op de overgang naar de late barokmuziek. Hij verliet langzamerhand de conventie van ‘word painting’ en liet vocale muziek bijwijlen voor zichzelf spreken, in plaats van haar uitsluitend als een vehikel voor de tekst te gebruiken. In dit opzicht lijkt hij de eerste Engelse componist te zijn geweest die het nieuwe idioom van de achttiende-eeuwse barokmuziek doorgrondde.